# Història de les armes nuclears

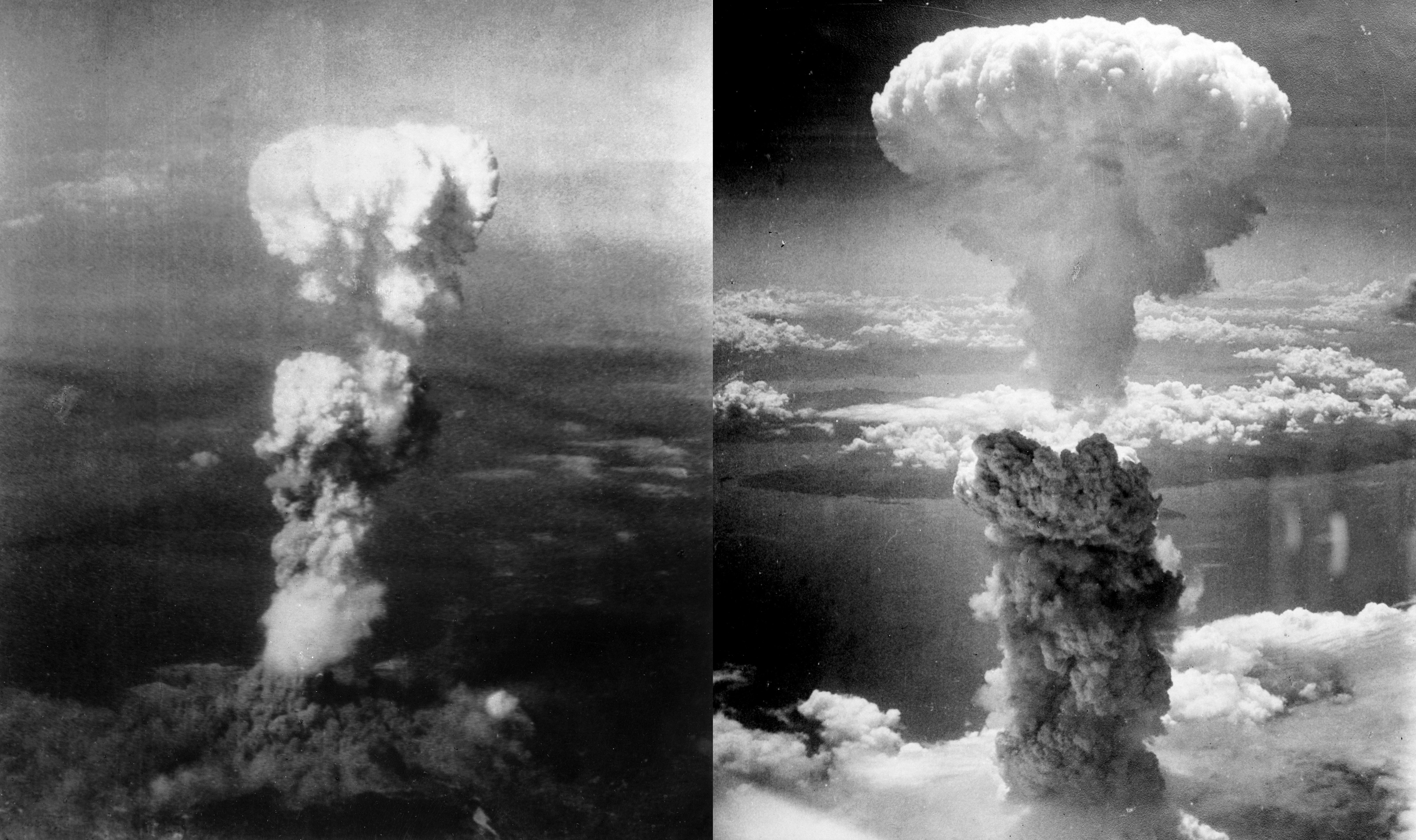
Núvols de bolets atòmics sobre Hiroshima (esquerra) i Nagasaki (dreta). Foto presa des d'un dels B-29 que van efectuar l'atac.

La història de les armes nuclears relata el desenvolupament de les armes nuclears. Les armes nuclears són dispositius que posseeixen un enorme potencial destructiu que utilitza l'energia derivada de la fissió nuclear o reaccions de fusió nuclear. Començant amb els avenços científics de la dècada de 1930, que va fer possible el seu desenvolupament, mitjançant la continuació de la carrera d'armaments nuclears i les proves nuclears de la Guerra Freda, i, finalment, amb les qüestions de la proliferació i el possible ús de terrorisme a principis de segle xxi.

## Orígens
El dia 12 de setembre de 1933, sis anys abans del descobriment de la fissió i només set mesos després del descobriment del neutró, el físic hongarès Leó Szilárd va descobrir que era possible alliberar grans quantitats d'energia mitjançant reaccions neutròniques en cadena. El 4 de juliol de 1934, Szilard va sol·licitar la patent d'una "bomba atòmica" on no només descrivia aquesta reacció en cadena neutrònica, sinó també el concepte essencial de massa crítica. La palesa li va ser concedida, la qual cosa converteix a Leo Szilard en l'inventor de la bomba atòmica. No la va patentar en benefici propi, sinó precisament per prevenir que d'altres que la construïssin: va ser el primer intent de no-proliferació de la Història. En obtenir la patent, va oferir-la com regal a l'ambaixada del Regne Unit confiant que la "cavallerositat britànica" evitaria que el seu invent anés mal emprat alguna vegada; en essència, només acceptava que fos usada contra els nazis si aquests la desenvolupaven pel seu compte. Al febrer de 1936, els Almiralls Britànics va acceptar el terrible regal.
Szilard també va concebre els acceleradors lineals, el ciclotró, el microscopi electrònic i, en un periòdic de 1929, va descriure el bit com unitat bàsica d'informació. A més, va defensar tota la seva vida que els científics eren moralment responsables de les conseqüències del seu treball. Malgrat participar en el Projecte Manhattan, quan es va adonar que el projecte de la bomba atòmica nazi no era viable es va oposar amb totes les seves forces a l'ús d'aquestes armes contra Japó o contra qualsevol altre país. Aquestes fermes creences ètiques li convertirien en un home atormentat que va lluitar la resta dels seus dies, des de múltiples ambients científics i polítics, contra la seva obra mestra: les armes nuclears.
El novembre de 1938, la física alemanya Lise Meitner va assolir identificar traces de bari en una mostra d'urani. La presència d'aquest element només es va poder explicar assumint que s'havia produït una fissió nuclear. Com Meitner era també jueva, i de fet estava ja plantejant-se abandonar el país ?el que faria poc després?, el descobriment l'hi va adjudicar Otto Hahn, el seu company d'equip, en la revista Naturwissenschaften, el Scientific American de l'Alemanya nazi. El gener de 1939, Niels Bohr "redescobriria" la fissió en els Estats Units. I aquí entra un altre personatge essencial en aquesta història:
El físic teòric i enginyer Julius Robert H. Oppenheimer, tres dies després que llegís la conferència de Bohr, es va adonar que la fissió de l'àtom produiria un excés de neutrons utilitzable per a construir la bomba concebuda per Szilard.
Aquest novaiorquès diplomat a Harvard i doctorat a Alemanya va crear des de la seva càtedra de Berkeley la primera onada de grans físics nuclears nord-americans. Pel seu enorme prestigi científic se li adjudicaria l'adreça del Projecte Manhattan en 1941, després que Einstein -un altre jueu- manés la famosa carta a Roosevelt del 02/08/1939 on va escriure «en el curs dels passats quatre mesos, s'ha fet possible -a través del treball de Joliot a França i de Fermi i Szilard a Amèrica- provocar una reacció nuclear en cadena en una gran massa d'urani, que produiria grans quantitats d'energia i nous elements del tipus del ràdio, en el futur immediat […] Una sola bomba d'aquest tipus, transportada en un vaixell i detonada en un port, podria molt bé destruir el port sencer juntament amb una bona part del territori circumdant […] Alemanya ha deixat de vendre mena d'urani de les mines txecoslovaques […] i el fill del sotssecretari d'estat von Weizsächer ha estat contractat per l'Institut Kaiser-Wilhelm de Berlín on s'està repetint part del treball americà sobre l'urani».
Com es pot veure, en les albors de la Segona Guerra Mundial les principals potències del seu temps -Estats Units, Regne Unit, França i Alemanya- estaven posades al dia de tots els progressos de la física atòmica, de la possibilitat de construir una bomba de fissió i en totes elles estaven treballant d'una manera o un altre en això. Sobretot els americans en diverses universitats (incloent a Fermi, amb la seva pila atòmica), els francesos en París i els alemanys en el Kaiser-Wilhelm-Institut de Berlín. Pot veure's que, ja en aquests moments, els Estats Units contaven no només amb tot el personal essencial, sinó amb els millors del món: Einstein, Szilard, Fermi, Oppenheimer i els seus discíples. Meitner estava en Dinamarca, fugida dels nazis i Joliot i Irene Joliot-Curie a França.

## Durant la Segona Guerra Mundial
Va ser per aquestes dates quan, davant l'evidència del que podia ocórrer, tots els països van decretar secret tot el relacionat amb la fissió nuclear i la bomba atòmica. En ocórrer això, es van crear tres programes distints: un anglonord-americà, un altre francès i un altre alemany.

### El programa francès
El programa nuclear francès, en un estat encara molt primerenc, va ser avortat quan els alemanys van ocupar el país. Malgrat això, Frédéric Joliot -premi Nobel de Química de 1935- havia estat a punt d'aconseguir una pila de Fermi (un reactor crític) per a quan les tropes alemanyes van entrar a París en 1940. En aquests moments tot l'equip de Joliot havia fugit a Londres enduent-se tots els documents (i sumant-se al projecte anglonord-americà), però aquest es va quedar i fins i tot va aparentar col·laborar amb els nazis mentre en secret pertanyia al Partit Comunista i a la Resistència Francesa. Gràcies a això, el ciclotró francès mai no va poder arribar a ser utilitzat amb eficiència pels alemanys.

### El programa anglonord-americà

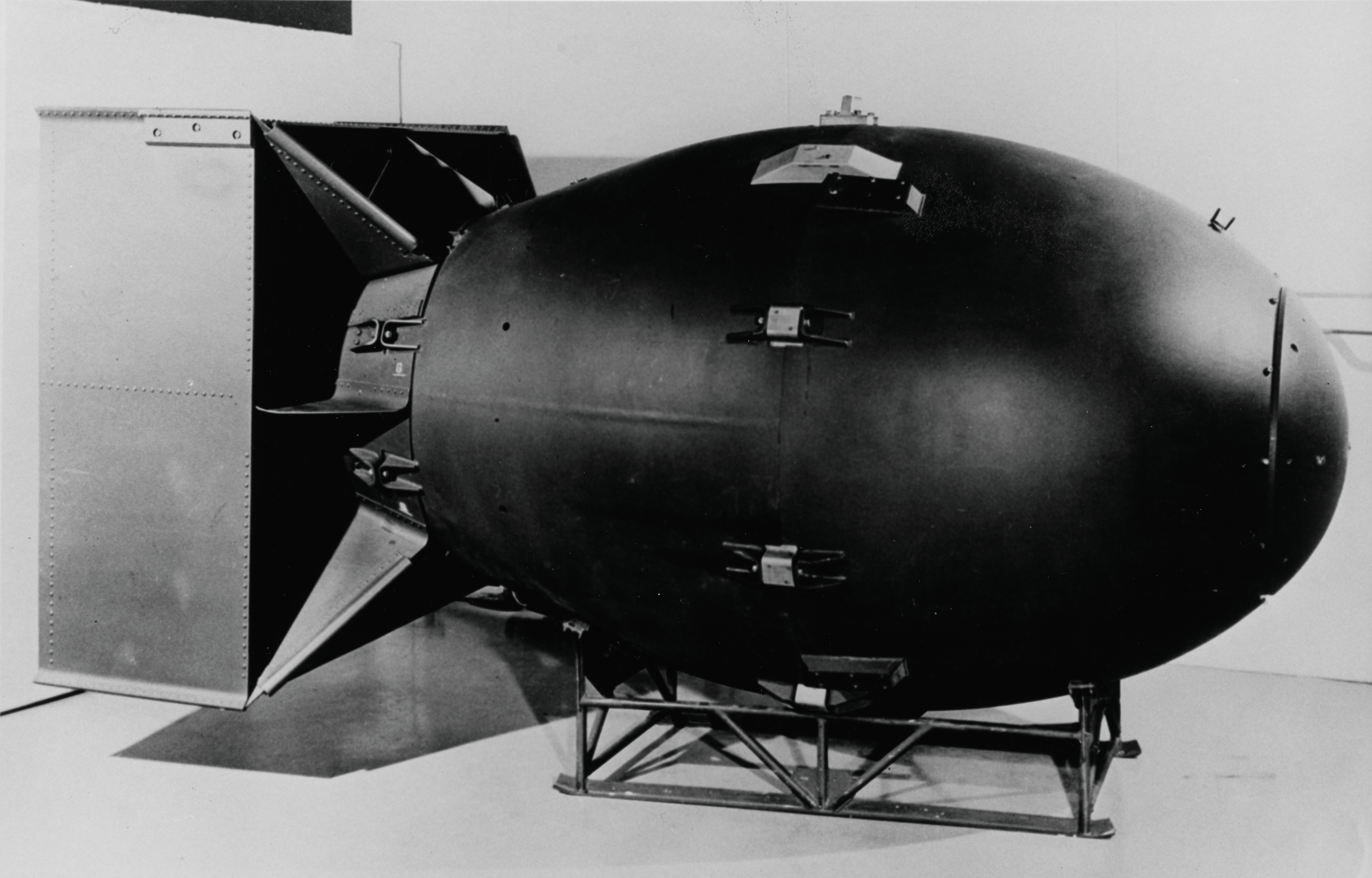
Bomba atòmica "Fat Man". Funcionava mitjançant el mecanisme de implosió sobre una massa crítica de plutoni i va ser llançada sobre la ciutat japonesa de Nagasaki

Deu dies després de rebre la carta d'Einstein, Roosevelt va convocar el primer Comitè de Consellers sobre l'Urani. Al principi, tampoc en Estats Units tenien molta fe en el projecte. Per això, els principals avanços es van realitzar en el Regne Unit, i en particular l'anàlisi teòrica de la fissió nuclear ràpida en el O-235 executat pels expatriats alemanys Frisch i Peierls. Tan convincent va ser aquesta anàlisi, que el govern anglès va convocar ràpidament l'anomenat Comitè MAUD, que ja al desembre de 1940 havia recomanat la difusió gasosa com el mètode més prometedor per a enriquir urani.
En 1941, als Estats Units, Philip Abelson va construir un sistema d'enriquiment practicable (per difusió termal líquida), i el 26 de febrer Seaborg i Wahl van descobrir el plutoni. A principis de març, els científics anglonord-americans ja sabien de quina massa hauria de ser la "massa crítica" postulada per Szilard. I al juliol, el plutoni es va demostrar com un material físsil molt millor que l'urani, i el comitè MAUD va completar el seu informe final, descrivint l'enginyeria d'una bomba atòmica amb cert detall tècnic. El 3 de setembre de 1941, Churchill i els Caps d'Estat Major es van posar d'acord per a construir una bomba atòmica. Al desembre, després de mesos de malsons burocràtics, el projecte va ser transferit als Estats Units.
El gener de 1942, els treballs de Enrico Fermi amb grafit i urani van ser declarats secrets. I es va establir un projecte cridat S-1, dirigit per Arthur H. Compton. Però per a aquell llavors, el nucli de científics que configurarien el Projecte Manhattan ja estava tenint converses. A la fi del mes, Fermi va completar el primer reactor nuclear crític operacional.
A mitjan 1942, es va fer evident que aquest era un projecte d'escala industrial. Per fi, el 18 de juny de 1942, el Brigadier General Steyr va ordenar al coronel James Marshall que organitzés un districte del Cos d'Enginyers de l'Exèrcit per a centralitzar tots aquests treballs i consolidar el desenvolupament de la bomba. Marshall va organitzar aquest districte amb un nom deliberadament enganyós: va ser el Districte d'Enginyers de Manhattan (mai no va haver-hi cap unitat d'enginyers situada a Manhattan, Nova York), al que la història recorda com Projecte Manhattan i que va ser dirigit per Oppenheimer.

### El programa alemany
El programa alemany va ser afectat per cinc problemes de gran importància:
- El primer va ser que Alemanya mancava d'accés il·limitat a fonts d'urani, com era el cas dels Estats Units.
- El segon, que els científics alemanys estaven molt especialitzats i orientats al pràctic. Això els va impedir entendre el projecte d'investigació en tota la seva extensió.
- Tampoc hi havia un sol ciclotró en el país al començar la guerra. Només es va obtenir un al conquistar París.
- La quarta és que el programa nuclear alemany va dividir els seus esforços entre almenys tres departaments (incloent l'Oficina de Correus de l'Alemanya Nazi…), fins a tal punt que s'havien de tornar l'urani disponible.
- La cinquena va ser un error en el càlcul del coeficient d'absorció neutrònica del carboni comès pel professor Walther Bothe de Heidelberg (va ocórrer també en Cambridge; segurament es devia a problemes de contaminació per bor del carboni usat en les proves) el que va provocar que els alemanys pensessin fins al 1945 que el grafit no servia com moderador.
- A més, comandos britànics i la resistència noruega van destruir la planta de producció d'aigua pesant de Vemork i els enviaments d'aquesta.

No obstant això, es va assolir construir diversos reactors subcrítics. El més avançat va ser el B-VIII, instal·lat a Haigerloch. Amb aquest podrien haver arribat a assolir la criticitat, però la seva geometria era incorrecta. El programa nuclear alemany es va fer en petits laboratoris, pel que va ser més un esforç científic aïllat que alguna cosa a escala industrial. És improbable que, a aquest ritme, haguessin assolit una bomba abans de 1950. Quan la missió ALSOS nord-americana va capturar als científics nuclears alemanys (Werner Heisenberg, Otto Hahn, etc.), van quedar detinguts a Huntingdon, sent constantment vigilats.

#### L'antisemitisme del règim nazi i la fugida de científics d'Alemanya
L'antisemitisme del règim nazi va ser catalitzador perquè diversos científics eminents d'arrels jueves es veiessin obligats a abandonar el país abans o després de l'inici del conflicte, entre els quals destaquen Leo Szilard, Lise Meitner i Albert Einstein. La seva pèrdua i la posterior aportació als projectes d'investigació anglonord-americà va suposar una derrota irreparable per als interessos alemanys.

## Després de la Segona Guerra Mundial
Entre 1946 i 1948 l'AEC havia estat fent proves amb explosions nuclears.
El 25 d'abril de 1953 es realitzà la prova nuclear "Simon" a Yucca Flats que provocà un núvol radioactiu situat a 10 kilòmetres d'altura que es desplaçà a menys de 200 quilòmetres del nord de la ciutat de Nova York on realitzà precipitacions de contingut radioactiu que fou copsat accidentalment per un professor de radioquímica anomenat Herbert Clank de l'Institut Politècnic Rensselear.
El dia 1 de març de 1954 el govern dels Estats Units d'Amèrica van utilitzar la bomba H "Castle Bravo" esperant una explosió de 7 megatons de la qual n'obtingueren 15 megatons.
En juliol de 1957 l'AEC creà la Divisió d'Explosius Nuclears Pacífics pretenent trobar un ús no militar de les bombes nuclears.
El 17 de juny de 1967 el govern de la Xina aconseguí explotar per primera vegada una bomba termonuclear. Aquesta es caracteritzava per tindre una potència de 3 megatons. Es va realitzar la prova a Lop Nor, al Sinkiang.